# Statua di Raffaele Lucente
(Epigrafe scritta da Carlo Turano in memoria di Lucente)
La statua di Raffaele Lucente si trova all'interno della villa comunale di Crotone, accedendo dall'ingresso situato in piazza Castello.

## Storia
Nel 1890, anno della morte di Raffaele Lucente, l'amministrazione comunale all'epoca guidata da Riccardo Sculco commissionò l'opera allo scultore Francesco Jerace, che incominciò a realizzarla dopo qualche anno portandola a termine nel 1893. Il 14 maggio di quell'anno avvenne poi la solenne inaugurazione della statua alla presenza di Eugenio Lembo, assessore comunale nell'ultima Giunta guidata da Lucente, del senatore Alessandro Rossi e del sindaco socialista Carlo Turano.

## Struttura
L'opera, realizzata in marmo bianco con basamento in granito e raffigurata a mezzobusto, ritrae Lucente con il viso leggermente rivolto verso destra, folti baffi e sguardo fermo, con addosso il collare di Commendatore dell’Ordine della Corona d’Italia, onorificenza di cui fu insignito il 13 dicembre 1877.
L'opera fu più volte oggetto di spostamenti a causa dei continui lavori di riqualificazione del manto stradale e dei marciapiedi. Nel 1957 venne poi collocata all'interno del parco della villa comunale, dove tuttora è situato.

## Galleria d'immagini

Inaugurazione dell'acquedotto comunale di Crotone nel 1907. Al centro della foto è visibile anche la statua.
La statua posta di fronte al Grand Hotel Cotrone, in una foto degli anni trenta.
La statua sita in via Mario Nicoletta a Crotone in una foto del 1939 circa.